# Bokani
Bokani (cyr. Бокани) – wieś w Bośni i Hercegowinie, w Republice Serbskiej, w gminie Kneževo. W 2013 roku liczyła 310 mieszkańców.